# فرنسيسكو فارينياس
فرنسيسكو فارينياس هو لاعب كرة قدم كوبي في مركز الهجوم، ولد في 2 أبريل 1950 في هافانا في كوبا. شارك مع منتخب كوبا لكرة القدم. أما مع النوادي، فقد لعب مع FC Industriales ‏.

## وصلات خارجية
- فرنسيسكو فارينياس على موقع الاتحاد الدولي (مؤرشف)  (الإنجليزية)
- فرنسيسكو فارينياس على موقع ناشيونال فوتبول تيمز (الإنجليزية)
- فرنسيسكو فارينياس على موقع عالم كرة القدم.نت (الإنجليزية)
- فرنسيسكو فارينياس على موقع اللجنة الأولمبية الدولية (الإنجليزية)
- فرنسيسكو فارينياس على موقع أوليمبيديا (الإنجليزية)